# 神戸市立小部東小学校
神戸市立小部東小学校（こうべしりつ おぶひがししょうがっこう）は、兵庫県神戸市北区鈴蘭台北町にある市立小学校。

## 沿革
- 1974年4月 - 神戸市立小部小学校より分離開校し、中校舎・南校舎竣工
- 1974年8月 - 北校舎竣工
- 1978年3月 - 校歌制定披露式[1]

## 教育目標
- 自他の生命を尊ぶ、心豊かな子どもの育成

## 通学区域
- 神戸市北区
  - 鈴蘭台北町（5丁目の一部、6丁目の一部、7 - 9丁目）、鈴蘭台東町（5丁目の一部、6 - 9丁目）、鈴蘭台東町5丁目の一部、中里町、山田町小部

## 交通・アクセス
- 神戸電鉄有馬線鈴蘭台駅

## 周辺
- 神戸市立小部中学校（進学先中学校）
- 神戸親和女子大学
- 国道428号（有馬街道）
- 神戸鈴蘭台東郵便局

## 著名な出身者
- 朝原宣治 - 元陸上選手・オリンピック選手（11期生）

## 通学区域が隣接している学校
- 神戸市立小部小学校
- 神戸市立谷上小学校